# Portada/efemèride agost 1
Pàgina del Diari de Vilanova
« 31 de juliol · 1 d'agost · 2 d'agost »